# Гарибальди, Менотти

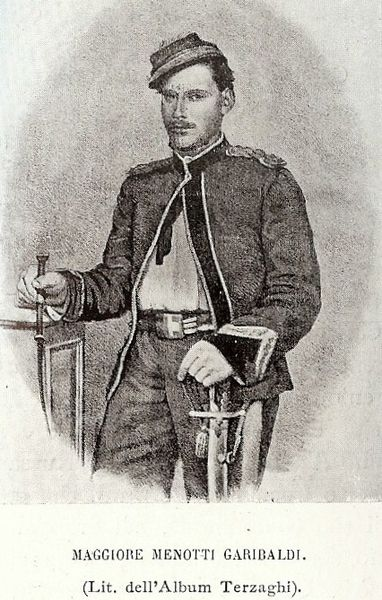

Доменико Менотти Гарибальди (итал. Domenico Menotti Garibaldi; 16 сентября 1840, Мостардас (ныне штат Риу-Гранди-ду-Сул), Бразилия — 22 августа 1903, Веллетри, Италия) — итальянский политический и военный деятель, участник национально-освободительного движения итальянского народа против иноземного господства, за объединение раздробленной Италии.

## Биография

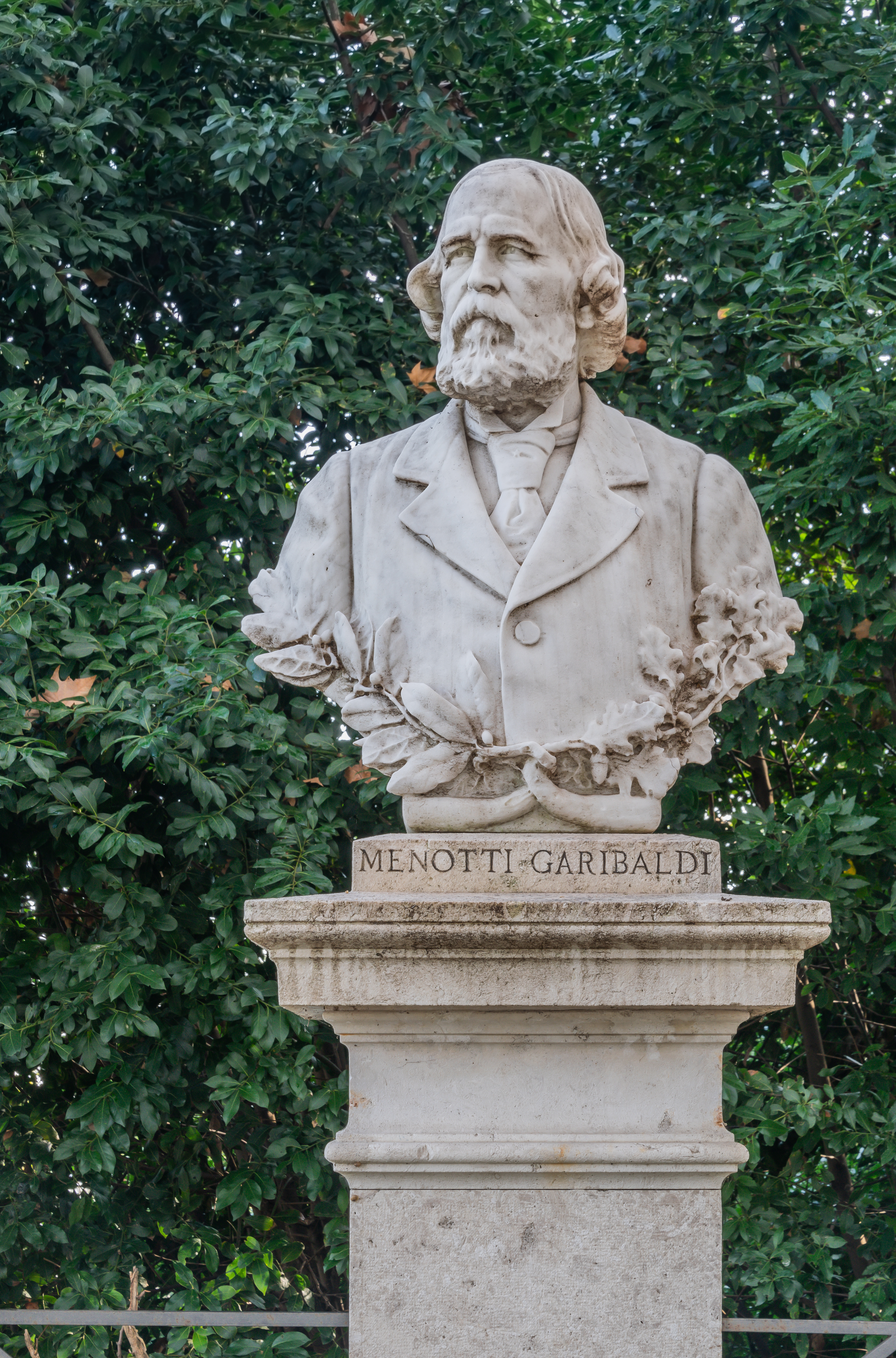
Памятник на могиле Менотти Гарибальди

Родился в Бразилии. Старший сын Джузеппе и Аниты Гарибальди. При рождении получил имя Доменико, однако отец дал ему другое нехристианское имя Менотти в честь итальянского революционера Чиро Менотти.
С юных лет участвовал в походах отца:  в австро-итало-французской войне 1859 года, экспедиции Тысячи 1860 года, походах на Рим  1862 и 1867 годов.
Во время Польского восстания 1863 года Менотти был назначен командующим вооруженными силами повстанцев Люблинского воеводства и Западного края генералом Юзефом Высоцким командиром Восточной экспедиции. Генерал Высоцкий призвал его со своим отрядом совместно с польскими вооружёнными силами, формирующимися в Стамбуле, к объединенному наступлению на польские провинции Российской империи. Во главе этих сил Менотти должен был высадиться в районе Одессы. Планируемая операция не состоялась.
Во время австро-прусско-итальянской войны 1866 года, в чине полковника, командовал 9-м полком добровольцев. За проявленную доблесть в битве при Бецекке был награждён Золотой медалью «За воинскую доблесть».
Во время франко-прусской войны 1870—1871 годов командовал 3-й бригадой Вогезской армии. Защищал от прусских войск дорогу на Лион. За отличие в битве за Дижон награждён французским правительством орденом Почётного легиона. С 8 февраля по 7 марта 1871 года исполнял обязанности командующего Вогезской армией.
16 апреля 1871 года избран членом Парижской коммуны, хотя участия в её работе не принимал.
В 1876—1900 годах — депутат Парламента Италии.
21 июля 1878 году в Риме под его председательством состоялся митинг, требовавший присоединения к Италии территорий Австро-Венгрии с итальянским населением — Триента, Южного Тироля и Триеста, который положил начало Итальянскому ирредентистскому движению.
После переезда в Рим, вместе с отцом занимался осушением болот.
Умер от малярии.

## Семья
Женился на Франческе Италии Бидискини далл'Оглио (1852—1927).
Дети:
- Анита (1875—1961);
- Розита (1877—1964) — вышла замуж за графа Витторио Равизза д’Орвието (1874—1947);
- Джемма (1878—1951);
- Джузеппина (1883—1910);
- Джузеппе (1884—1886);
- Джузеппе (1887—1969).

## Награды
- Золотая медаль «За воинскую доблесть» (1866)
- Медаль «Памяти Экспедиции Тысячи»
- Командор ордена Почётного легиона (Франция, 1871)

## Память
- В честь Менотти Гарибальди названа одна из улиц Рима — via Menotti Garibaldi.